# La hora de la estrella
La hora de la estrella (del portugués A hora da estrela) es una novela escrita por la autora brasileña Clarice Lispector publicada en 1977, poco antes de su fallecimiento. La novela narra la historia de su protagonista Macabéa, una muchacha procedente del noreste de Brasil que se muda al corazón económico del país, Río de Janeiro, y que no está consciente de su aparente infelicidad.

## Resumen
Es la historia de una inocencia herida, de una miseria anónima, sobre una muchacha que no sabía que ella era lo que era y que por ello no se sentía infeliz.
Clarice Lispector.

Rodrigo S.M. narra una historia sobre una chica norestina llamada Macabéa, quien se ha visto demacrada por la vida y que se enfrenta a la diferencia de los valores y cultura al llegar a los barrios pobres de Río de Janeiro, donde lleva una vida sencilla, sin mucho entusiasmo, y a duras penas. Trabaja como dactilógrafa, adora ir al cine, la Coca-Cola y le encantaría ser Marilyn Monroe, pero está fea, desnutrida, y no es amada por nadie. Rodrigo realiza toda una introspección sobre su miseria, y aun así no es capaz de aceptar que a pesar de su evidentes desdichas, Macabéa se encuentra feliz en su interior, pues no parece comprender su desgracia.
En cierto momento de su vida se enamora de Olímpico de Jesús, un chico que se aprovecharía de cualquier situación que lo llevara a ascender social y económicamente. Por ello es que abandona a Macabéa y opta por quedarse con Gloria, compañera de trabajo y amiga de la protagonista que posee un padre carnicero, a quien Olímpico ve como esperanza de mejora financiera. Al sentir un dolor constante en su interior, acude al médico y se entera de que tiene tuberculosis, problema que no le cuenta a nadie. Gloria, tras darse cuenta de la tristeza con la que vive Macabéa le aconseja buscar consuelo en una adivina. Madame Carlota entonces le predice un futuro feliz que incluye un hombre extranjero que conocería después de su visita a la adivina y con el que se casaría. Llena de sueños, Macabéa sale del hogar de la adivina y es atropellada por un Mercedes de color amarillo conducido por un hombre rubio y muere en la calle.

## Temas
La hora de la estrella lidia con el contraste de los problemas de la rural zona noreste contra la moderna región sudeste de Brasil, así como con varias ideas asociadas a la pobreza, al sueño de una vida mejor y a los intentos de una mujer ignorante de sobrevivir en una sociedad sexista. En febrero de 1977, Lispector concedió una entrevista que se transmitió por televisión a Júlio Lerner de TV Cultura en São Paulo. En ella, hizo mención de un libro que acababa de finalizar y del que había pensado con «trece nombres, trece títulos» aunque se rehúso a revelarlos. De acuerdo con Lispector, el libro es sobre «la historia de una chica que era tan pobre que lo único que comió eran perros calientes, aunque esa no es la historia. Es sobre una inocencia herida, sobre una miseria anónima».

## Contexto y publicación
Como elemento autobiográfico, Lispector utilizó su infancia para construir a la protagonista Macabéa, puesto que la había pasado en la región Noreste de Brasil. También mencionó a un grupo de gente procedente de esta región que conoció en el barrio de São Cristóvão de Río de Janeiro, en donde se percató de una «mirada desorientada» que llevaban los norestinos por la ciudad. La autora también se influyó por una adivina a la que visitó, cuestión con la que se basa el final de la novela. Cuando abandonó la casa de la adivina, encontró entretenido el imaginarse a sí misma siendo atropellada por un Mercedes amarillo y muriendo inmediatamente después de escuchar las maravillas que la adivina le había predicho.
La novela se compuso a través de fragmentos que Lispector y su secretaria Olga Borelli juntaron. La escritora no estaba al tanto de la enfermedad que le estaba dañando la vida y que causaría su muerte el año de la publicación de su novela, a pesar de que el libro está repleto de referencias a la muerte.

## Crítica
Para una columna en Library Journal, Peter Bricklebank describió la novela como «introspección y ficción» y que siendo una «meditación compasiva con un buen final, este corto volumen atraerá a aquellos que aman la ficción filosófica». Barbara Mujica, para su reseña en Americas, la catalogó como la última y quizá la mejor novela de la escritora brasileña: «La hora de la estrella es también una meditación de la escritura. A través de Rodrigo, Lispector pone en cuestión la noción de supremacía. Rodrigo no es omnipotente o un creador invisible, sino que es un pensador que duda, vacila, y cuestiona su propio trabajo. En ésta y en otras novelas, Lispector pone en duda la habilidad que tiene la ficción de capturar la verdad».

## Traducciones y adaptaciones
El libro recibió su edición en el idioma español en 1989 con una traducción realizada por Ana Poljak y que distribuyó Ediciones Siruela. La historia fue llevada al cine por Suzana Amaral a través de una película que se estrenó en 1985 y que ganó el Oso de Plata a la mejor actriz en el Festival Internacional de Cine de Berlín en su 36° edición.